# Arató Attila
Arató Attila (Szeghalom, 1930. július 7. –) állami díjas könyvtáros, a Hajdú-Bihar Megyei Könyvtár igazgatója 1963–1991 között.

## Életútja
Három testvére volt, édesapja tanítóként dolgozott. Arató Attila nyolcéves volt, amikor családjával Vámospércsre költözött, hogy a gyerekek Debrecenben tanulhassanak. 1948-ban bejáróként érettségizett a Fazekas Mihály Gimnáziumban. 1959-ben történelemtanárként végzett az Eötvös Loránd Tudományegyetemen. 1961–1962-ben irodalomesztétikát tanult a Művelődésügyi Minisztérium kulturális akadémiáján, 1971-ben pedig elvégezte a Marxizmus–Leninizmus Esti Egyetem esztétika szakosító tagozatát.
Vámospércsi tanítóként a falu könyvtárosi és népművelési ügyvezetői feladatait is ellátta 1949 és 1952 között. Visszaemlékezése szerint ekkor tudatosult benne, hogy a könyvtárosi pályát kell hivatásul választania. 1952 őszén a középiskolai és egyetemi ifjúság mozgalmi életének egyik irányítója lett a Dolgozó Ifjúság Szövetsége megyei bizottságának felelőseként. 1956 és 1963 között a Debreceni Városi Tanács osztályvezetője volt. 1963-ban került a Hajdú-Bihar Megyei Könyvtár élére. 1973-ban az Országos Könyvtárügyi és Dokumentációs Tanács egyik alelnökévé, a közművelődési és iskolai könyvtárügyi tagozat vezetőjévé választották.
1991-ben nyugalomba vonult.

## Munkássága
Munkatársaival együtt hozzálátott a korszerű fiókkönyvtár-hálózat kiépítéséhez. 1973-ig tizenhat könyvtár létesítését vagy korszerűsítését irányította. Igazgatósága alatt jött létre az intézmény helyismereti gyűjteménye és szakosított tájékoztatószolgálata, nyerte el kétszer a Kiváló Könyvtár címet, kapta meg 1985-ben a tudományos könyvtári minősítést, és indult meg gépesítése az 1980-as évek végén.
Arató módszertani írásait az Alföld, a Könyvtáros, a Könyvtári Figyelő és a Debreceni Szemle közölte.

## Díjai, kitüntetései
- Szocialista Kultúráért (1961)
- Kiváló Népművelő (1969)
- Állami Díj II. fokozat (1973)
- Szabó Ervin-emlékérem (1986)